# Jiddischer Film

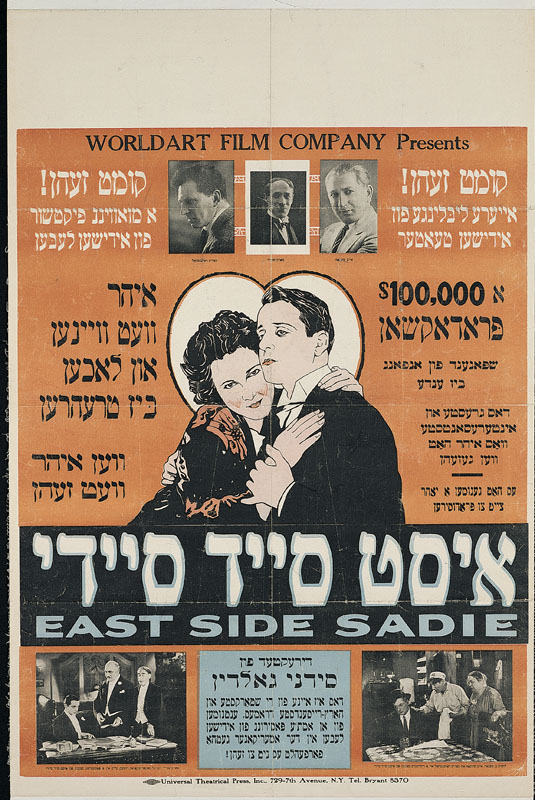
Filmplakat von East Side Sadie, USA 1929.

Der jiddische Film ist ein Genre, das zunächst in Osteuropa, später in den USA von 1911 bis 1950 bestand.

## Stummfilme
Spätestens 1911 entstanden in Polen die ersten Filme jiddischer Theatermacher. Abraham Kamiński und Andrzej Marek drehten in Warschau etliche Stummfilme mit Mitgliedern verschiedener jiddischer Theater. Die Filme basierten meist auf Inszenierungen der Theater nach Stücken von Jacob Gordin, Schalom Asch und anderen jiddischen Autoren.
Sie behandelten oft Themen der Gegenwart, das Leben im osteuropäischen Schtetl, die Auswanderung in die USA, die Schwierigkeit, dort erfolgreich zu sein, Generationenkonflikte, die Spannung zwischen jüdischer Tradition und der modernen Welt.
In den 1920er Jahren entstanden jüdische Filme in Österreich wie Ost und West (1923) oder Jiskor (1924), allerdings in deutscher Sprache. In Polen produzierte Saul Goskind einige ambitionierte Filme.
1925 entstand in der Sowjetunion Jüdisches Glück mit Schauspielern des Staatlichen Jüdischen Theaters Moskau.

## Tonfilme
Seit 1929 gab es jiddische Tonfilme, zuerst in den USA. Ad Mosi ("Bis Wann", 1929) war der erste Klangfilm in jiddischer Sprache.
Die wichtigsten Förderer des jiddischen Films waren die Produzenten Sidney M. Goldin und Joseph Seiden.
Yidl mitn Fidl wurde 1937 der erfolgreichste jiddische Film überhaupt. Danach entstanden zahlreiche weitere jiddische Filme in den USA und in Polen. Erfolgreiche Regisseure waren Edgar G. Ulmer und Joseph Green mit Filmen wie Der Dybuk.
Nach 1939 konnten in Polen keine jiddischen Filme mehr produziert werden. In den USA wurde bis 1941 gedreht.
Ab 1947 entstanden in Polen einige Dokumentarfilme über die Situation der Überlebenden der Katastrophe. In Deutschland gab es mit Lang ist der Weg (1948) den einzigen jiddischen Film dort überhaupt. In den USA war Got, Mentsh un Tayvl (1950) der letzte kommerzielle jiddisches Film.

## Weblink
Itzik Gottesman: Di geshikhte funem yidishn kino / The History of Yiddish Cinema. Zahlreiche Folgen, hrsg. von der Redaktion des Jewish Daily Forward, 2010 ff. (jiddisch, mit englischen Untertiteln).